# 卡里尼
卡里尼（義大利語：Carini），是意大利西西里大区巴勒莫广域市的一个市镇。总面积76.86平方公里，人口35123人，人口密度457.0人/平方公里（2009年）。ISTAT代码为082021。